# Typhlodromus aestivalis
Typhlodromus aestivalis är en spindeldjursart som beskrevs av Athias-Henriot 1960. Typhlodromus aestivalis ingår i släktet Typhlodromus och familjen Phytoseiidae. Inga underarter finns listade i Catalogue of Life.